# Flora Tabanelli
Flora Tabanelli (Bolonia, 20 de noviembre de 2007) es una deportista italiana que compite en esquí acrobático. Su hermano Miro compite en el mismo deporte.
Ganó una medalla de oro en el Campeonato Mundial de Esquí Acrobático de 2025, en la prueba de big air. Consiguió una medalla de oro en los X Games de Invierno Aspen 2025, en la misma prueba.

## Medallero internacional
| Campeonato Mundial | Campeonato Mundial | Campeonato Mundial | Campeonato Mundial |
| Año                | Lugar              | Medalla            | Prueba             |
| ------------------ | ------------------ | ------------------ | ------------------ |
| 2025               | Engadina (Suiza)   | Medalla de oro     | Big air            |

| X Games de Invierno | X Games de Invierno    | X Games de Invierno | X Games de Invierno |
| Año                 | Lugar                  | Medalla             | Prueba              |
| ------------------- | ---------------------- | ------------------- | ------------------- |
| 2025                | Aspen (Estados Unidos) | Medalla de oro      | Big air             |